# Рагозіна Тетяна Юріївна
Тетя́на Ю́ріївна Раго́зіна (Юмашева) (* 1964) — українська легкоатлетка, спеціалізувалася в спортивній ходьбі, майстер спорту України міжнародного класу.

## З життєпису
Народилася 1964 року. Мешкає в місті Кременчук.
На Чемпіонаті світу з легкої атлетики-1993 була 13-ю.
На Чемпіонаті Європи з легкої атлетики-1994 посіла 10-ту сходинку.
Була 18-ю на Командному чемпіонаті світу зі спортивної ходьби-1995.
Учасниця Олімпійських ігор в Атланті.
На Чемпіонаті Європи з легкої атлетики-1998 була 10-ю. Переможниця Чемпіонату України з легкої атлетики-1998 — спортивна ходьба на 10000 метрів.
На Всеукраїнських літніх спортивних іграх 1999 здобула срібло. Представляла Полтавську область.
На Кубку Європи зі спортивної ходьби-2000 в Айзенхюттенштадті показала свій кращий час в ходьбі на 20 кілометрів — 1:32:17 год.